# Somosréve község
Somosréve község (románul: Comuna Cornereva) község Krassó-Szörény megyében, Romániában. Központja Somosréve, beosztott falvai Arsuri, Bogoltény, Bojia, Borugi, Cireșel, Costiș, Cozia, Cracu Mare, Cracu Teiului, Cáca, Dobraia, Dolina, Gruni, Hora Mare, Hora Mică, Inelec, Kamenavölgy, Lunca Florii, Lunca Zaicii, Mesteacăn, Negiudin, Obița, Ohabaizvorvölgy, Pogara, Pogara de Sus, Poiana Lungă, Preszacsina, Prislop, Ruștin, Scărișoara, Strugasca, Studena, Sub Crâng, Sub Plai, Toplavölgy, Zbegu, Zmogotin, Zoina, Zănogi.

## Népessége
A 2011-es népszámlálás adatai alapján a község népessége 3190 fő volt.